# かすみがうらテレビ中継局
座標: 北緯36度10分17秒 東経140度10分33.5秒 / 北緯36.17139度 東経140.175972度
かすみがうらテレビ中継局（かすみがうらテレビちゅうけいきょく）は茨城県土浦市に置かれているテレビ中継局である。

## 中継局概要

### デジタルテレビ放送
| リモコン 番号 | 放送局名       | チャンネル 番号 | 空中線 電力 | ERP  | 偏波面   | 放送対象地域 | 放送区域 内世帯数 | 運用開始日     |
| ------------- | -------------- | --------------- | ----------- | ---- | -------- | ------------ | ----------------- | -------------- |
| 1             | NHK 水戸総合   | 31              | 10W         | 195W | 垂直偏波 | 茨城県       | 178,459世帯       | 2014年 1月30日 |
| 2             | NHK 東京教育   | 48              | 10W         | 195W | 垂直偏波 | 全国         | 178,459世帯       | 2014年 1月30日 |
| 4             | NTV 日本テレビ | 50              | 10W         | 195W | 垂直偏波 | 関東広域圏   | 178,459世帯       | 2014年 1月30日 |
| 5             | EX テレビ朝日  | 40              | 10W         | 195W | 垂直偏波 | 関東広域圏   | 178,459世帯       | 2014年 1月30日 |
| 6             | TBS TBSテレビ  | 38              | 10W         | 195W | 垂直偏波 | 関東広域圏   | 178,459世帯       | 2014年 1月30日 |
| 7             | TX テレビ東京  | 46              | 10W         | 195W | 垂直偏波 | 関東広域圏   | 178,459世帯       | 2014年 1月30日 |
| 8             | CX フジテレビ  | 41              | 10W         | 195W | 垂直偏波 | 関東広域圏   | 178,459世帯       | 2014年 1月30日 |

- 所在地： 土浦市小野[3]（旧新治村、朝日峠展望公園の近く[4]の雪入山山頂付近）かすみがうらテレビ中継局 茨城県かすみがうらテレビ中継局所在地
- 放送区域： 茨城県かすみがうら市、行方市、鉾田市、小美玉市、稲敷郡美浦村の全域と、土浦市、石岡市、常総市、笠間市、牛久市、つくば市、鹿嶋市、潮来市、稲敷市、東茨城郡茨城町、東茨城郡大洗町、稲敷郡阿見町、千葉県香取市など各一部の地域[5][3][6]。
- 2013年5月30日に基幹放送用周波数使用計画の一部変更案に係る意見募集の実施のアナウンスが総務省からされ[7]、その結果7月10日の電波管理審議会で諮問し、原案を適当とする旨の答申を受けた[8]。11月7日に予備免許が交付[5]、2014年1月29日に本免許が交付され[9]、1月30日に本放送を開始した[1][2]。すべて難視対策のためデジタル新局として開設された[10]。